# Latinerkrigen (498–493 f.Kr.)
Latinkrigen (498–493 f.Kr.) var en krig, der blev udkæmpet mellem den Romerske Republik og Det Latinske Forbund fra 498 f.Kr. til 493 f.Kr.

## Krigen
Det store afgørende slag i denne krig var Slaget ved Regillus-søen, som blev udkæmpet i 496 f.Kr. nær Frascati. Den romerske sejr tilskrives i høj grad en afgørende handling fra de patriciske kavalerienheder. I henhold til romerske tradition formodes Castor og Pollux at have kæmpet på den romerske side af dette slag som medlemmer af de berømte kavalerienheder.

## Efterspil
Krigen sluttede med Foedus Cassianum (dansk: Cassius-traktaten), der afsluttede krigen og dannede en alliancetraktat mellem romerne og medlemmerne af Det Latinske Forbund. Traktaten blev opkaldt efter den samtidige romerske konsul, Spurius Cassius Vecellinus. Denne konflikt markerede vendepunktet, hvor Rom blev den dominerende magt i Latium, selvom den stadig anerkendte de forskellige latinske bystaters autonomi og uafhængige rettigheder og ikke annekterede nogen af byerne til sine bannere. Traktaten fastsatte, at latinerne skulle yde militær bistand i tilfælde af ydre trusler, og at enhver hær, der blev rejst på denne måde, skulle stå under romersk kommando. Traktaten legaliserede desuden ægteskab mellem romerske borgere og latinere, hvilket havde været et tidligere stridspunkt, og genindførte al handel mellem byerne.